# Кабрера, Вильмар
Вильмар Рубенс Кабрера Саппа (исп. Wilmar Rubens Cabrera Sappa; род. 31 июля 1959, Лос-Серрильос) — уругвайский футболист, выступавший на позиции нападающего за сборную Уругвая.

## Биография

### Клубная карьера
Вильмар Кабрера начинал карьеру футболиста в уругвайском клубе «Насьональ», с которым дважды становился чемпионом Уругвая в начале 1980-х. В 1983 году он перешёл в колумбийский «Мильонариос», а в 1984 году — в испанскую «Валенсию». 31 августа того же года он дебютировал в испанской Примере, выйдя в основном составе в гостевом поединке против «Эльче». Спустя месяц уругваец забил свой первый гол в главной испанской лиге, открыв в гостевой игре с «Мурсией». 17 февраля 1985 года Кабрера сделал хет-трик в гостевом матче с мадридским «Атлетико».
Сезон 1986/87 Вильмар Кабрера отыграл за французскую «Ниццу», а сезон 1987/88 — за испанский «Спортинг» из Хихона. Затем выступал за мексиканскую «Некаксу», после чего вернулся на родину.

### Карьера в сборной
2 июня 1983 года Вильмар Кабрера дебютировал за сборную Уругвая в гостевом матче с командой Парагвая. На Кубке Америки 1983 года он провёл за Уругвай все восемь матчей турнира и забил два гола: в игре группового турнира с Венесуэлой и в ответном поединке полуфинала с Перу. Последний стал решающим для выхода Уругвая в финал Кубка Америки, который закончился для него общей победой над Бразилией.
Кабрера был включён в состав сборной на чемпионат мира 1986 года в Мексике, где он сыграл в двух матчах своей команды на турнире: группового этапа с Шотландией и 1/8 финала с Аргентиной.

### Тренерская карьера
По завершении спортивной карьеры стал тренером. Работал с клубами Уругвая и Эквадора.

## Достижения
«Насьональ»
- Чемпион Уругвая (3): 1980, 1983, 1992

 Сборная Уругвая
- Обладатель Кубка Америки (1): 1983